# آدم جيم كليف
آدم جيم كليف (بالإنجليزية: Adam C. Cliffe)‏ (و. 1869 – 1928 م) هو محام، قاض، سياسي من الولايات المتحدة الأمريكية ولد في سيكامور.